# 斑点花耳
斑点花耳（学名：Dacrymyces tortus）是属于花耳目花耳科花耳属的一种真菌，生长在阔叶树朽木上。该种分布于中国、日本、加拿大、芬兰、俄罗斯、法国、英国、挪威、美国、荷兰、瑞典、新西兰、德国、墨西哥、摩洛哥等地。